# Novella Calligaris
Novella Calligaris (Pádua,  27 de dezembro de 1954) é uma antiga nadadora italiana, a primeira nadadora do seu país a ganhar uma medalha olímpica.
Apesar da sua pequena configuração física, Calligaris era detentora de uma excelente técnica e de uma grande determinação, o que lhe permitiu que, logo aos 14 anos de idade, obtivesse o seu primeiro recorde europeu.

Em 1972, nos Jogos Olímpicos de Munique, conquistou, para a Itália, as primeiras medalhas olímpicas na natação.

No ano seguinte, no decorrer dos Campeonatos da Europa, em Belgrado, alcançou a marca de 8.52,97 m nos 800 m livres, o que lhe permitiu, para além de obter a medalha de ouro, estabelecer um novo máximo mundial nas distância.

Nos Campeonatos da Europa de 1974 ganhou uma medalha de prata e uma de bronze, que consistiram nos últimos feitos internacionacionais desta nadadora, cuja carreira acabaria pouco tempo depois. Até essa altura, Calligaris alcançou 76 títulos italianos e bateu 21 recordes da Europa.

Até ao dia em que Federica Pellegrini arrebatou o segundo lugar na prova de 200 m estilos, em Atenas 2004, ela foi a única mulher italiana a ganhar medalhas olímpicas em natação.  